# بخش ریو کوارتو
بخش ریو کوارتو (به اسپانیایی: Departamento Río Cuarto) یک منطقهٔ مسکونی در آرژانتین است که در استان کوردوبا، آرژانتین واقع شده‌است. بخش ریو کوارتو ۱۸٬۳۹۴ کیلومتر مربع مساحت و ۲۲۹٬۷۲۸ نفر جمعیت دارد.